# Палаццини, Пьетро
Пьетро Палаццини (итал. Pietro Palazzini; 19 мая 1912, Пьоббико, королевство Италия — 11 октября 2000, Рим, Италия) — итальянский куриальный кардинал и ватиканский сановник. Титулярный архиепископ Кессарии Капподокийской с 28 августа 1962 по 5 марта 1973. Секретарь Священной Конгрегации Собора с 18 декабря 1958 по 5 марта 1973. Секретарь Кардинальской Комиссии по делам папских Святынь Помпеи и Лорето с 13 июня 1969 по 5 марта 1973. Префект Конгрегации по Канонизации Святых с 27 июня 1980 по 1 июля 1988. Кардинал-дьякон с титулярной диаконией Сан-Пьер-Дамиани-ай-Монти-ди-Сан-Паоло с 5 марта 1973 по 12 декабря 1974. Кардинал-дьякон с титулярной диаконией Сан-Джироламо-делла-Карита с 12 декабря 1974 по 2 февраля 1983. Кардинал-священник с титулом церкви pro hac vice Сан-Джироламо-делла-Карита 2 февраля 1983.

## Биография
Во время Второй мировой войны укрывал в Ватикане 22-летнего Моше Тальякоццо и других евреев. Убежище существовало благодаря Палаццини и его сотруднику Винченцо Фаджоло с 22 октября 1943 по февраль 1944 года. 26 мая 1983 года израильский Институт Катастрофы и героизма «Яд ва-Шем» удостоил кардинала Пьетро Палаццини почетным званием «Праведник народов мира».